# Finále Grand Prix IAAF 1985
1. Finále Grand Prix IAAF – lehkoatletický závod, který se odehrál 7. září roku 1985 v Římě na stadionu Stadio Olimpico. 

## Výsledky

### Muži
| Disciplína     | 1. místo            | Výkon    | 2. místo         | Výkon    | 3. místo                        | Výkon    |
| Běh na 200 m   | Calvin Smith        | 20,54    | Kirk Baptiste    | 20,57    | Desai Williams                  | 20,76    |
| Běh na 400 m   | Michael Franks      | 44,87    | Ray Armstead     | 45,24    | Mark Rowe                       | 45,56    |
| Běh na 1500 m  | José Manuel Abascal | 3:36,21  | Omer Khalifa     | 3:36,45  | Steve Scott                     | 3:36,88  |
| Běh na 5000 m  | Doug Padilla        | 13:27,79 | Sydney Maree     | 13:28,04 | Thomas Wessinghage              | 13:29,01 |
| 110 m překážek | Tonie Campbell      | 13,27    | André Phillips   | 13,29    | Sam Turner                      | 13,44    |
| Skok o tyči    | Sergej Bubka        | 5,85 m   | Thierry Vigneron | 5,80 m   | Alexandr Krupskij Pierre Quinon | 5,70 m   |
| Skok daleký    | Mike Conley         | 8,22 m   | Larry Myricks    | 8,22 m   | László Szalma                   | 8,11 m   |
| Hod diskem     | Imrich Bugár        | 66,26 m  | Knut Hjeltnes    | 64,60 m  | Gejza Valent                    | 63,44 m  |
| Hod oštěpem    | Tom Petranoff       | 90,80 m  | Duncan Atwood    | 90,30 m  | Dave Ottley                     | 84,92 m  |

### Ženy
| Disciplína     | 1. místo                   | Výkon   | 2. místo           | Výkon   | 3. místo         | Výkon   |
| Běh na 100 m   | Florence Griffithová       | 11,00   | Alice Brownová     | 11,04   | Merlene Otteyová | 11,09   |
| Běh na 800 m   | Jarmila Kratochvílová      | 1:59,09 | Milena Strnadová   | 2:00,09 | Kirsty McDermott | 2:00,23 |
| Běh na 3000 m  | Mary Slaneyová             | 8:25,83 | Maricica Puicăová  | 8:27,83 | Zola Budd        | 8:28,83 |
| 400 m překážek | Judi Brown-King            | 54,38   | Debbie Flintoff    | 54,80   | Tonja Brown      | 54,86   |
| Skok vysoký    | Stefka Kostadinovová       | 2,00 m  | Louise Ritterová   | 1,98 m  | Tamara Bykovová  | 1,95 m  |
| Skok daleký    | Jackie Joynerová-Kerseeová | 6,91 m  | Galina Čisťakovová | 6,83 m  | Carol Lewisová   | 6,73 m  |
| Vrh koulí      | Mihaela Loghinová          | 20,82 m | Helena Fibingerová | 20,32 m | Natalja Lisovská | 19,86 m |